# Martina Valcepina
Martina Valcepina (* 4. Juni 1992 in Bormio) ist eine italienische Shorttrackerin.

## Werdegang
Im November 2004 nahm Valcepina im Alter von zwölf Jahren erstmals an der Alta Valtellina Trophy teil, wo sie den Mehrkampf der D-Juniorinnen gewinnen konnte. Auch in den nächsten Saisons startete sie sehr erfolgreich bei vielen unterklassigen, aber dennoch internationalen Rennen wie den Olympischen Tagen in Dresden. Nachdem sie bei der Alta Valtellina Trophy 2007 in ihrem Heimatort Bormio erneut gute Resultate eingefahren hatte, wurde sie als B-Juniorin in der Saison 2008/09 sechzehnjährig zum ersten Mal im Shorttrack-Weltcup eingesetzt. Hier gelang ihr bereits bei ihrem vierten Rennen über 500 Meter ein zehnter Rang und ihre erste Top-10-Platzierung. In Sofia und in Dresden wurde sie Zweite mit der Staffel. In der 3000-Meter-Staffel wurde sie im Weltcup nicht eingesetzt. Sie holte mit dem italienischen Team 2010 bei der heimischen Team-WM in Bormio Bronze. In der Saison 2010/11 kam sie mit der Staffel zweimal auf den dritten Platz. Im Weltcup über 500 m erreichte sie mit zwei dritten und einen zweiten Rang, den fünften Gesamtplatz. Im Januar 2011 gewann sie in Courmayeur bei den Shorttrack-Juniorenweltmeisterschaften zwei Gold- und eine Bronzemedaille. Im selben Jahr holte sie bei den Europameisterschaften in Heerenveen im Mehrkampf und mit der Staffel jeweils die Bronzemedaille. In der Saison 2011/12 belegte sie dreimal den zweiten und zweimal den dritten Platz über 500 m und erreichte damit den zweiten Platz im Weltcup über 500 m. Zudem siegte sie in Nagoya mit der Staffel. Bei den Europameisterschaften 2012 in Mladá Boleslav gewann sie die Silbermedaille mit der Staffel. Zudem errang sie dort den dritten Platz über 1500 m und den zweiten Platz über 500 m und gewann damit die Bronzemedaille im Mehrkampf. In der Saison 2012/13 wurde sie beim Weltcup in Shanghai und in Sotschi jeweils Dritte mit der Staffel. Bei den Europameisterschaften 2013 in Malmö errang sie mit der Staffel und im Mehrkampf jeweils den achten Platz.
In der Saison 2013/14 kam Valcepina über 500 m viermal unter die ersten Zehn und erreichte damit den sechsten Platz in der Weltcupwertung über 500 m. Mit der Staffel errang sie dreimal den dritten Platz. Beim Saisonhöhepunkt, den Olympischen Spielen 2014 in Sotschi, gewann sie mit der 3000-Meter-Staffel Bronze. In der Saison 2016/17 belegte sie beim Weltcup in Dresden und in Minsk jeweils den zweiten Platz mit der Staffel. Bei den Europameisterschaften 2017 in Turin wurde sie im Mehrkampf Sechste und holte mit der Staffel die Goldmedaille. Nach Platz drei über 500 m in Dordrecht zu Beginn der Saison 2017/18, errang sie in Shanghai mit der Staffel und in Seoul über 500 m jeweils den dritten Platz und erreichte damit den fünften Platz im Weltcup über 500 m. Bei den Europameisterschaften 2018 in Dresden holte sie die Silbermedaille im Mehrkampf und jeweils die Goldmedaille über 500 m und 1500 m. Beim Saisonhöhepunkt, den Olympischen Winterspielen 2018 in Pyeongchang, gewann sie mit der Staffel die Silbermedaille. Zudem errang sie dort den 12. Platz über 1500 m und den neunten Platz über 500 m. Im März 2018 kam sie bei den Weltmeisterschaften in Montreal auf den zehnten Platz im Mehrkampf und auf den vierten Rang mit der Staffel. In der Saison 2018/19 holte sie drei Siege über 500 m und erreichte damit den zweiten Platz im Weltcup über 500 m. Zudem wurde sie in Turin Zweite mit der Staffel. Bei den Europameisterschaften 2019 in Dordrecht gewann sie die Silbermedaille über 500 m. In der folgenden Saison errang sie mit jeweils einmal den ersten, zweiten und dritten Platz, den zweiten Platz im Weltcup über 500 m. Zudem siegte sie in Nagoya mit der Staffel.
Valcepinas jüngere Schwester Arianna ist ebenfalls eine international erfolgreiche Shorttrackerin.

## Weltcupsiege

### Weltcupsiege im Einzel
| Nr. | Datum            | Ort            | Disziplin |
| --- | ---------------- | -------------- | --------- |
| 1.  | 3. Februar 2019  | Dresden        | 500 m     |
| 2.  | 9. Februar 2019  | Turin          | 500 m     |
| 3.  | 10. Februar 2019 | Turin          | 500 m     |
| 4.  | 2. November 2019 | Salt Lake City | 500 m     |

### Weltcupsiege im Team
| Nr. | Datum            | Ort      |
| --- | ---------------- | -------- |
| 1.  | 4. Dezember 2011 | Nagoya 1 |
| 2.  | 1. Dezember 2019 | Nagoya 2 |

## Persönliche Bestzeiten
- 500 m      42,269 s (aufgestellt am 22. Oktober 2023 in Montreal)
- 1000 m    1:29,743 min (aufgestellt am 18. März 2018 in Montreal)
- 1500 m    2:22,575 min (aufgestellt am 17. März 2018 in Montreal)
- 3000 m    5:21,937 min (aufgestellt am 16. Januar 2011 in Heerenveen)